# Гобабеб
23°34′00″ пд. ш. 15°03′00″ сх. д. / 23.56666667° пд. ш. 15.05° сх. д.
Науково - дослідницький інститут Гобабеб в Намібі- це міжнародно визнаний центр тренування та дослідження пустель у Намібії. Він розташований в пустелі Наміб, за 120 км на південний схід від Волфіш-Бей.

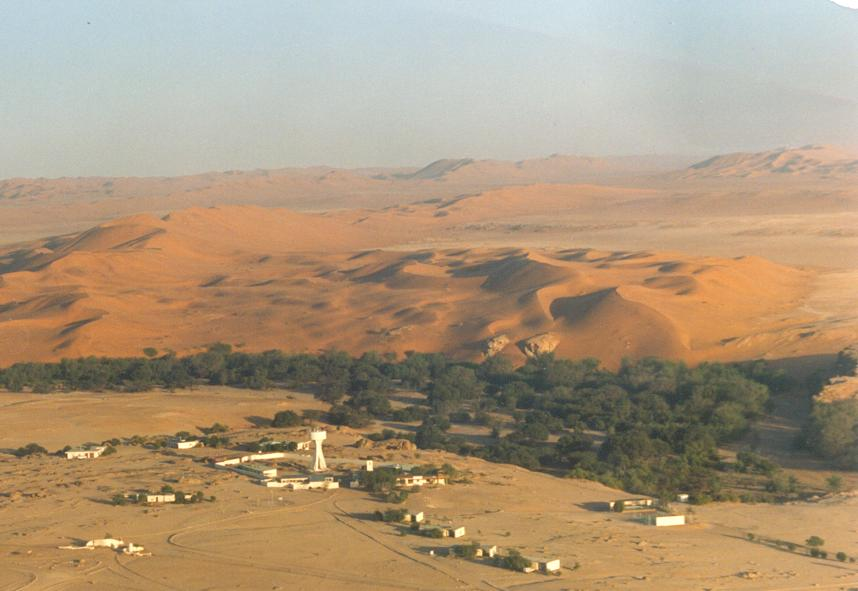
Науково- дослідницький інститут Гобабеб з повітря

Гобабеб був заснований австрійським ентомологом доктором Чарльзом Кохом в 1962 році. З 1998 року Гобабеб є спільним проєктом Міністерства довкілля і туризму та Намібійського фонду дослідження пустель. Гобебеб проводить дослідження в галузі кліматології, екології та геоморфології; тестує, демонструє та просуває нові технології. Проводячи навчальні курси, Гобабеб прагне покращити обізнаність громадськості щодо екології пустель та екологічних проблем. Станція складається з постійних дослідників, студентів та стажерів, а також короткочасних відвідувачів, таких як шкільні та університетські групи, та туристів. Гобабеб також приймає знімальні групи, журналістів та художників.

## Станція

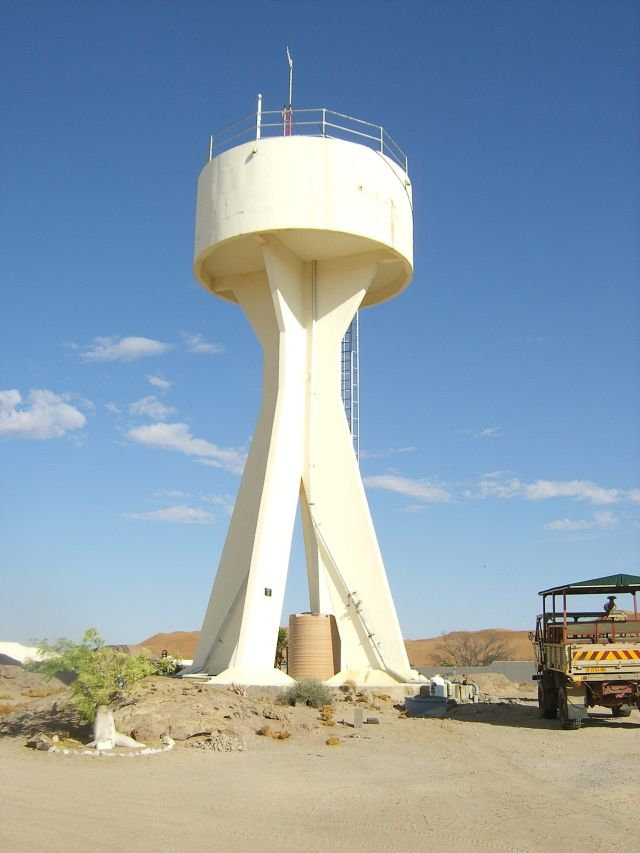
Водонапірна вежа Гобабебу

Станція розташована в 120 км  на південний схід від Волфіш-Бей у найбільшому заповіднику Намібії Наміб-Науклюфт.  Гобебеб лежить на перетині трьох різних екосистем: пересихаючої річки Куйсеб, моря піщаних дюн на півдні та рівнин з гравію на півночі. Це створює унікальне природне різноманіття, яке сприяє проведенню досліджень.
Станція складається з громадського дослідницького центру, бібліотеки, лабораторій, офісного блоку, залу засідань, водонапірної вежі, будинків для персоналу та приміщень для відвідувачів. 

### Клімат
Оскільки станція розташована в пустелі Наміб, клімат гіпераридний із середньорічною кількістю опадів 23.8 мм, приблизно 65% протягом літніх місяців (з грудня по травень). У 2010/2011 роках під час сезону дощів було виміряно екстремальну кількість опадів близько 165 міліметрів. При постійній середньомісячній температурі вище 18 °C, за класифікацією кліматів Кеппена клімат розглядається як тропічний. При середньорічній температурі 21.4 °C, клімат майже на 6 °C тепліший за помірне узбережжя (15.5 °C у затоці Волфіш-Бей), попри те, що Гобабеб розташований приблизно на 400 м над рівнем моря. Враховуючи, що Гобабеб знаходиться приблизно на 60 км від узбережжя він набагато менше залежить від впливу холодного прибережного океану Бенгельської течії, ніж прибережні райони, такі як Волфіш-Бей. Холодна прибережна океанічна течія охолоджує повітря над океаном. Охолоджуючись, водяна пара в цьому повітрі може стати рідкою водою. Тому можуть з’являтися хмари та особливо тумани, що значно зменшує сонячне випромінювання і, отже, температуру. Таким чином, холодні океанічні течії вздовж західного узбережжя материка вдвічі охолоджують ці узбережжя: власним холодом та туманністю (через хмари, включаючи тумани), які вони приносять. Наприклад, Волфіш-Бей має 140 днів туману на рік, тоді як у Гобабебі лише 94 дні. Віддаленість Гобабеба від Атлантики пояснює, чому тут значно тепліше, ніж на узбережжі Намібії, незважаючи на більшу висоту.
| Клімат                                              | Клімат | Клімат | Клімат | Клімат | Клімат | Клімат | Клімат | Клімат | Клімат | Клімат | Клімат | Клімат | Клімат |
| Показник                                            | Січ.   | Лют.   | Бер.   | Квіт.  | Трав.  | Черв.  | Лип.   | Серп.  | Вер.   | Жовт.  | Лист.  | Груд.  | Рік    |
| Абсолютний максимум, °C                             | 40,4   | 39,7   | 42,3   | 39,4   | 37,0   | 33,0   | 34,8   | 37,4   | 40,3   | 40,6   | 39,6   | 41,9   | 42,3   |
| Середній максимум, °C                               | 31,6   | 31,6   | 33,5   | 31,5   | 30,7   | 26,9   | 26,9   | 27,6   | 29,1   | 29,5   | 30,5   | 31,2   | 30,1   |
| Середня температура, °C                             | 23,2   | 23,2   | 24,8   | 23,0   | 22,6   | 19,1   | 18,5   | 19,0   | 19,9   | 20,2   | 21,1   | 22,2   | 21,4   |
| Середній мінімум, °C                                | 14,9   | 14,8   | 16,0   | 14,4   | 14,5   | 11,2   | 10,1   | 10,4   | 10,6   | 11,0   | 11,7   | 13,2   | 12,7   |
| Абсолютний мінімум, °C                              | 10,4   | 9,4    | 9,9    | 5,1    | 5,2    | 2,2    | 2,1    | 3,0    | 3,6    | 5,4    | 4,8    | 8,6    | 2,1    |
| Середня кількість сонячних годин на місяць          | 331,7  | 299,5  | 325,5  | 306,0  | 319,3  | 297,0  | 313,1  | 306,9  | 297,0  | 328,6  | 339,0  | 353,4  |        |
| Норма опадів, мм                                    | 3.3    | 0.6    | 6.4    | 1.5    | 2.5    | 0.7    | 0.5    | 2.6    | 2.7    | 0.8    | 1.0    | 1.2    | 23.8   |
| Днів з опадами                                      | 2,6    | 1,0    | 1,8    | 1,2    | 1,0    | 0,6    | 0,6    | 0,6    | 1,0    | 0,4    | 0,4    | 0,6    | 11,8   |
| Вологість повітря, %                                | 59     | 60     | 51     | 47     | 36     | 40     | 41     | 45     | 50     | 52     | 53     | 57     | 49     |
| --------------------------------------------------- | ------ | ------ | ------ | ------ | ------ | ------ | ------ | ------ | ------ | ------ | ------ | ------ | ------ |
| Джерело: SCIENT. PAP. NAMIB DESERT RES. STN, NO. 38 |        |        |        |        |        |        |        |        |        |        |        |        |        |

## Історія

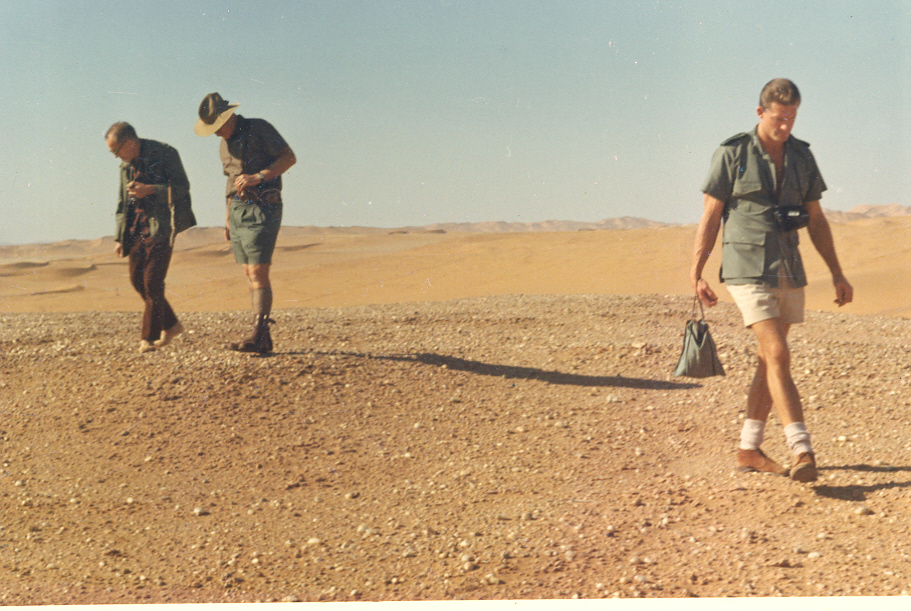
Чарльз Кох, перший директор Гобабеба (праворуч), під час екскурсії по гравійних рівнинах

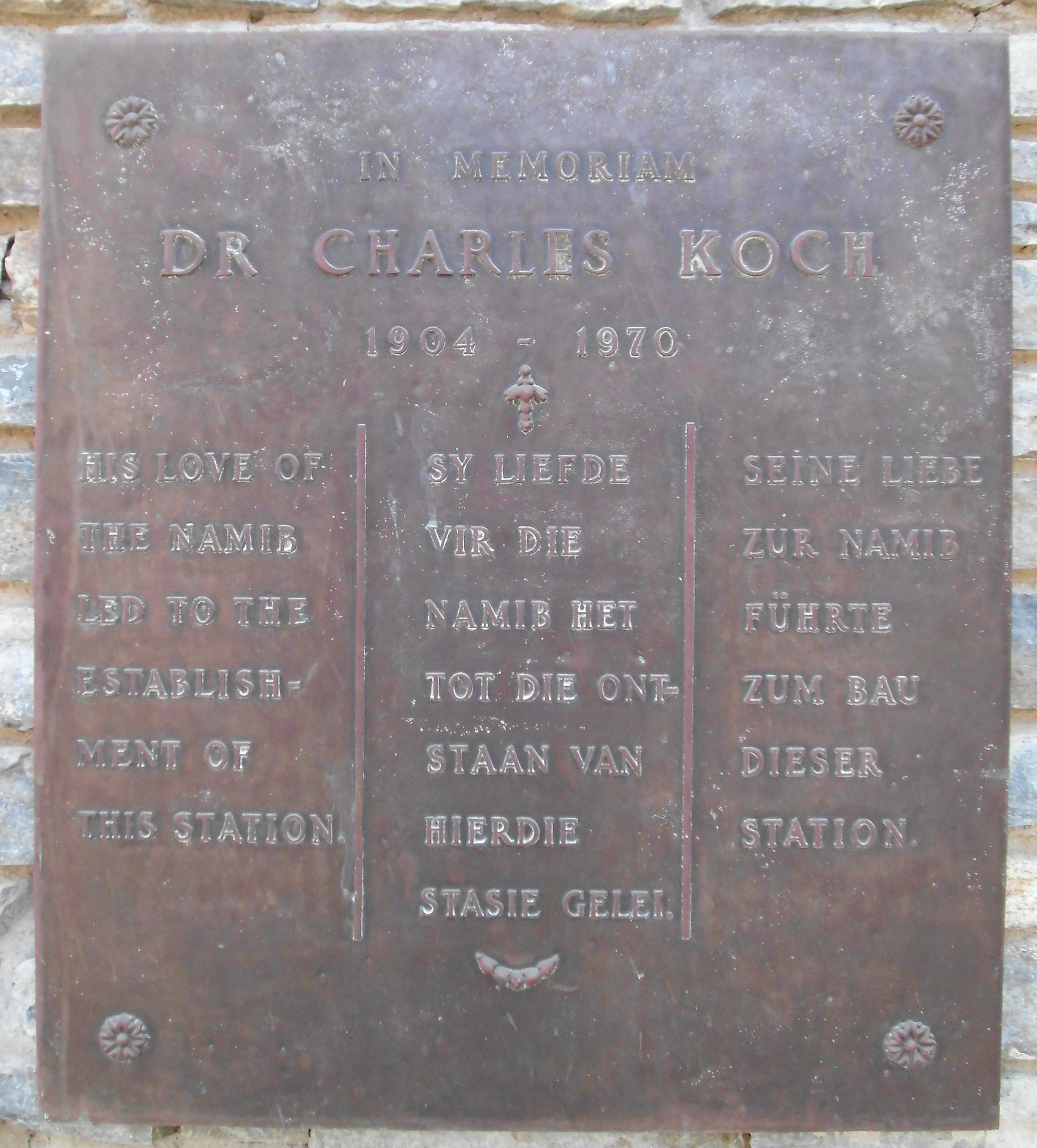
Меморіальна дошка, присвячена Чарльзу Коху

Раніше Гобабеб заселяв народ Нама(клан Топнаар) і це місце називалося !Nomabeb, що означає місце смоковниці. У 1958 р. австрійський ентомолог доктор Чарльз Кох здійснив експедицію в пустелю Наміб, зосередившись на великій різноманітності жуків, знайдених у цій місцевості. Через рік південноафриканський Трансваальський музей вирішив заснувати дослідницьку станцію в Південно-Західній Африці (сьогодніНамібія). У 1962 р. була заснована Науково-дослідна станція пустелі Наміб, доктор Чарльз Кох був призначений першим директором станції. Уряд Південної Африки, який контролював Південно-Західну Африку, підтримав Гобабеб, надавши землю під оренду на 50 років та фінансову підтримку в розмірі 2000 рандів на рік.
У 1963 році було завершено будівництво будівель для персоналу, лабораторії, офісного блоку, гаражів та невеликої водонапірної вежі. У 1965 році партнерство між Гобабебом та Південноафриканською радою з наукових та промислових досліджень призвело до заснування Підрозділу екологічних досліджень в пустелі. Партнерство забезпечило станції 25000 рандів, кошти були інвестовані в додаткові будівлі.
П'ять років потому, в 1970 році, директор Чарльз Кох помер, а його місце зайняла біологиня Мері Сілі. У 1983 році в Гобабебі відбулися перші Відкриті вихідні, започаткувавши традицію, яка продовжується донині. У 1989 році в Гобабебі був проведений перший курс для студентів намібійських університетів з "Методів екології".
З проголошенням незалежності Намібії в 1990 році Підрозділ екологічних досліджень в пустелі перетворивася в Намібійський фонд дослідження пустель. Основне місце перебування організації заходилася в Віндгуці, але дослідна станція залишилася в Гобабебі. У березні 1998 року був заснований "Навчально-дослідний центр Гобабеб" завдяки угоді між Намібійським фондом дослідження пустель та "Міністерством довкілля і туризму".
З моменту утворення «Гобабеб» функціонував як дослідницький, навчальний та освітній центр. Дослідники з усього світу вивчають такі теми, як Опустелювання, добування води та адаптація тварин і рослин до пустельного середовища. У 2002 році, після 32-річного керівництва Гобабебом, Мері Сілі передала посаду Джону Хеншелю. Новий директор організував будівлю кількох нових приміщень для відвідувачів, а також будівлю громадського дослідницького центру в Гобабебі.
З 2002 по 2004 рік енергосистема Гобабеба була капітально відремонтована в рамках Демонстраційного проекту відновлюваних джерел енергії та енергоефективності в Гобабебі. У травні 2005 р. Прем'єр-міністр Нагас Анґула офіційно відкрив "Науково - дослідний центр Гобабеб".
У березні 2011 року Джон Хеншель подав у відставку з посади директора. У січні 2013 року Джилліан Маггс-Келлінг була призначена виконавчим директором. У 2017 році назву станції було змінено на Науково - дослідницький інститут Гобабеб в Намібі, щоб відобразити акцент на дослідженнях як на головнії місії Гобабеба.

## Дослідження
Загальна мета досліджень в Гобабебі полягає в тому, щоб поліпшити розуміння пустельних екосистем, особливо їх мінливості, з ухилом в підтримку добре підготовлених спеціалістів та осіб, що приймають рішення в південній Африці та всьому світі. Гобабеб був місцем багатьох фундаментальних досліджень організмів пустелі Наміб і, ширше, екології південноафриканських пустель та посушливих земель. Щороку понад 100 вчених відвідують Гобабеб для проведення досліджень, і за останні 50 років було випущено понад 1900 публікацій. В результаті таких досліджень світові знання про тварин і рослини, які справляються з екстремальними умовами пустелі, значно поглибились.
Сфера досліджень Гобабебу включає:

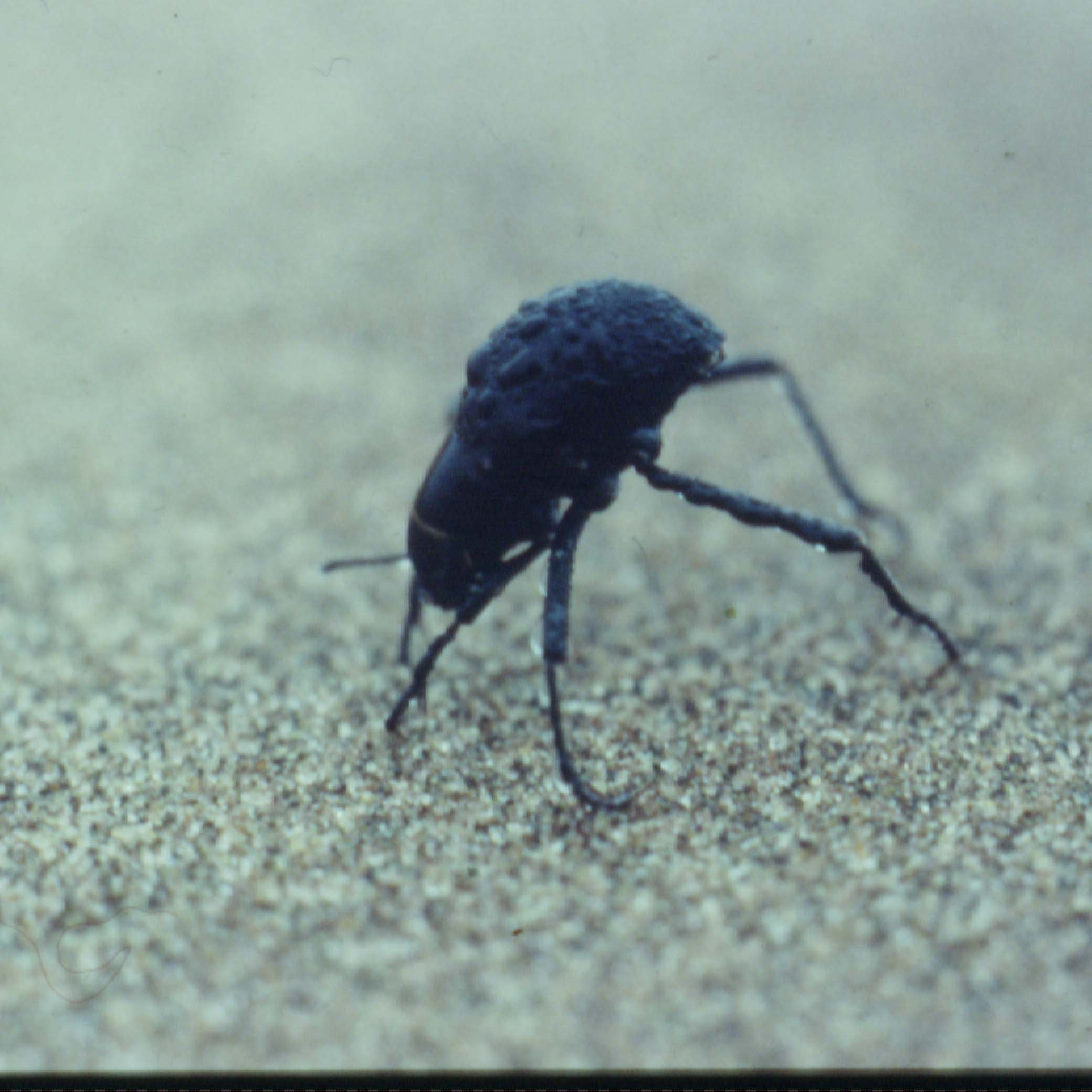
Жук Onymacris unguicularis- одне з найвідоміших відкриттів Гобабебу

- Пустельні організми та їх біорізноманіття
- Безводні екосистеми
- Запобігання опустелювання
- Клімат та зміни клімату
- Відновлення екології деградованих земель
- Розробка технологій

Результати цих досліджень сприяють багатьом іншим проектам. Зокрема, довгостроковий екологічний моніторинг клімату та біорізноманіття, який за деякими показниками постійно ведеться майже 50 років, є цінним внеском у світові наукові знання. Крім того, результати досліджень від Gobabeb підтримують Комітет з управління басейну річки Куйсеб для здійснення його інтегрованої програми управління земельними та водними ресурсами.
У 2010 році в Гобабебі було створено Відділ екологічної реставрації та моніторингу пустелі Наміб для вирішення проблеми розширення видобутку урану та геологічної розвідки в межах пустелі Наміб. На сьогоднішній день  цейвідділ досліджує вплив видобутку на гірську зебру Гартмана (Equus zebra hartmannae), ящірку Pedioplanis husabensis, гіполітичні ціанобактерії та інші організми.

## Тренування
Тренування є основною функцією Науково - дослідницький інститут Гобабеб в Намібі. Щорічно до Гобабеба приїжджає понад 1000 учнів, які проходять навчання в різних галузях.
Більшість учасників - учні початкової, середньої та вищої школи. Однак фермери, приватні особи, представники громад та зацікавлені групи також проходять навчання. Навчання широкомасштабні і зосереджене на використанні методів участі та практичних підходів. Програми надають співробітники Гобабебу, запрошені тренери та місцеві, регіональні та міжнародні експерти. Пропонуються тренінги в галузі природокористування на рівні громад, управління посушливими землями, екології та технологій.
На додаток до коротких навчальних курсів, Гобабеб пропонує довготривалу вищу освіту для понад 180 студентів центру.
Програма підвищення кваліфікації Гобабеба розпочалася у 2005 році як партнерство між Політехнікою Намібії та Гобабебом. Програми включали один термін навчання (приблизно 3 місяці) та охоплювали широкий спектр тем, пов'язаних з екологією пустелі Наміб.
У 2009 році програма Програма підвищення кваліфікації перетворилася на «Програму стажування та дослідницьких робіт Гобабеба», відкривши курсм для всіх студентів Намібійських університетів та нещодавних випускників. З 2010 року дослідження в курсі прогроми зосереджувались на екології відновлення в пустелі Наміб.
Гобабеб приймає також національних та міжнародних стажерів та волонтерів.

## Технології

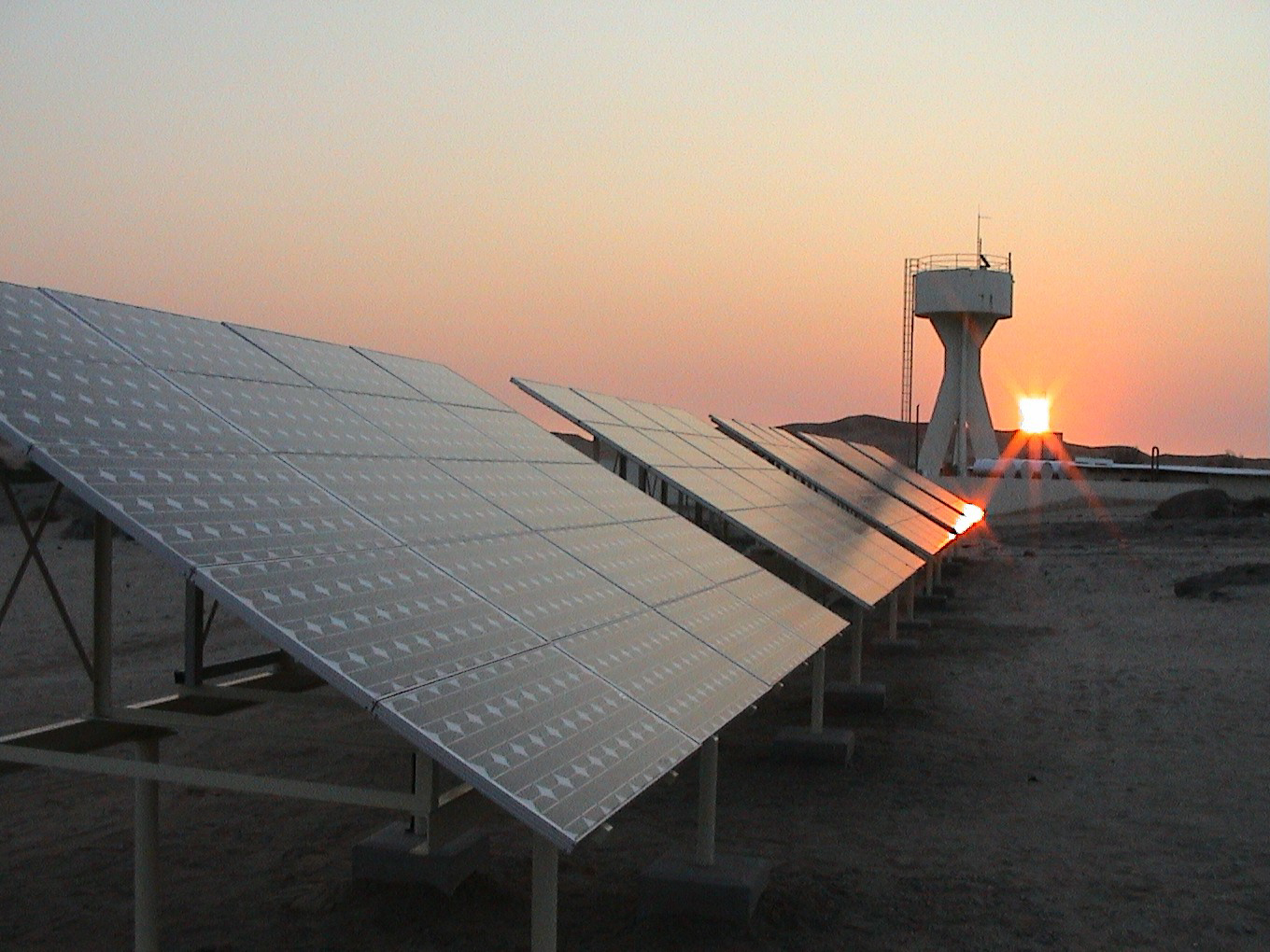
Частина проекту "Демонстрація відновлюваних джерела енергії та енергоефективності": Сонячні панелі

В Гобабебі були встановлені наступі системи:
- Гібридна сонячно-дизельна енергетична система, що складається з 370 сонячних панелей, 60 свинцево-кислотних акумуляторів і двох дизельних генераторів. Завдяки цій системі більше 90% всієї енергії, що використовується в Гобабебі, в основному для нагріву електроенергії та води, забезпечується сонцем.
- Система переробки води. Вся стічна вода зі станції надходить у систему крапельних фільтрів і знову використовується.
- Отримання води з туману. За допомогою різних видів сіток на Гобабебі збирають воду. В одну туманну ніч одна сітка може зібрати до 3,3 літрів води на квадратний метр. Цей метод може мати практичне застосування в поселеннях Нама уздовж річки Куйсеб.
- Технології побудови. Нові будівлі зроблені з глиняної цегли, яка зроблена з мулу річки Куйсеб. Товсті цегляні стіни ідеально підходять для пустелі, взимку теплі, а влітку прохолодні.
- Поводження з відходами. Всі органічні відходи використовуються як корм для кіз в господарствах Нама. Такі відходи, як скло, метали, пластмаси та папір, доставляються до Волфіш-Бей, де вони передаються на переробку.
- Приготування їжі на сонячній енергії. Гобабеб використовує два різні типи сонячних печей, кожна з яких не потребує електрики.

## Бібліотека

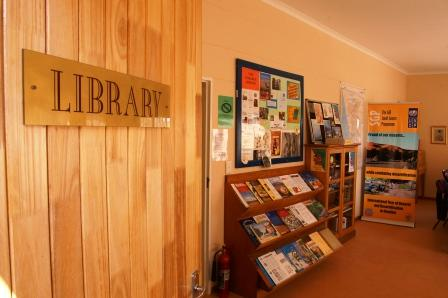
Бібліотека центру Гобабеб

Бібліотека центру Гобабеб створена для дослідників, студентів та співробітників, які працюють в Гобабебі, а також відкрита для відвідувачів. Бібліотека забезпечує доступ до інформації та робіт, зроблених у Гобабебі та в пустелі Наміб.
Бібліотека розпочала свою діяльність у 1963 році з перших власними публікацій Наукові праці дослідницької станції пустелі Наміб першого директора Гобабеба Чарльза Коха. З тих пір бібліотека зросла до найбільшої колекції досліджень пустель в галузі екології та біології в Субсахарській Африці. Це, безумовно, провідний інформаційний центр в пустелі Наміб, а також включає інформацію про пустелі світу. Інформація зберігається в книгах (1780), журнальних друкованих виданнях (18790) і в 30 фондах журналів.
Щоб запропонувати користувачам зручний доступ до бібліотеки, Гобабеб оцифровує інформацію, що зберігається в бібліотеці.